# Oh Yoon-ah
Oh Yoon-ah (hangul: 오윤아; ur. 21 listopada 1980 w Ulsan) – południowokoreańska aktorka i modelka.

## Biografia
Oh Yoon-ah rozpoczęła karierę jako Grid-Girl (królowa wyścigu, pit-babes), a w 2000 roku wygrała pierwszy konkurs Queen Cyber Race. Stała się reporterką dla stacji rozrywkowej MBC Section TV w 2003 roku.
Yoon-ah zadebiutowała aktorsko w 2004 r. W serialu "Into the Storm". Zagrała też rolę drugoplanową jako przyjaciółka bohaterki w hitowym serialu "Old Miss Diary", który uczynił ją rozpoznawalną. Kontynuowała występy w telewizji, występując w "That Woman", "Mr. Goodbye", "Surgeon Bong Dal-hee", "Master of Study", "Marry Me, Please", a zwłaszcza "Alone in Love" , za którą zdobyła nagrodę dla najlepszej aktorki drugoplanowej na SBS Drama Awards w 2006 roku. od tego czasu pojawiła się w wielu popularnych serialach telewizyjnych, w tym "Incarnation of Money" z 2013 r.,"Wszyscy jesteście otoczeni." z 2014 r.,"Angry Mom" z 2015 r., i "Oh My Geum Bi" z 2016-17 roku. W 2018 r., zagrała główną rolę w serialu "Yeonnam-dong 539", oraz wystąpiła jako trenerka Yang w 32 odcinkowym serialu "Handsome Guy and Jung Eum". Od 2010 roku jest związana z agencją Polaris Entertainment.

### Życie prywatne
5 stycznia 2007 r., w Seulu, Yoon-ah poślubiła producenta reklamowego Songa Hoona, a w sierpniu urodziła syna. Para rozwiodła się w 2015 roku.

## Filmografia

### Seriale
- Handsome Guy and Jung Eum (SBS 2018) jako trenerka Yang
- Yeonnam-dong 539 (MBN 2018) jako Yoon Yi-Na
- Unni Is Alive (SBS 2017) jako Kim Eun-Hyang
- Saimdang, Light's Diary (SBS 2017)
- My Wife's Having an Affair This Week (JTBC 2016)
- Oh My Geum Bi (KBS2 2016)
- Angry Mom (MBC 2015) jako Joo Ae-Yeon
- Wszyscy jesteście otoczeni. (SBS 2014)
- Firstborn (JTBC 2013)
- Incarnation of Money (SBS 2013)
- Childless Comfort (JTBC 2012)
- Drama Special The Whereabouts of Noh Sook Ja (KBS2 2012)
- 21st Century Family (tvN 2012)
- While You Were Sleeping (SBS 2011)
- Athena: Goddess of War (SBS 2010)
- Please Marry Me (KBS2 2010)
- God of Study (KBS2 2010)
- Give Me Food (MBC 2009)
- The Kingdom of the Winds (KBS2 2008)
- Why Did You Come to My House (SBS 2008)
- Surgeon Bong Dal Hee (SBS 2007)
- Someday (OCN 2006)
- Mr Goodbye (KBS2 2006)
- Alone in Love (SBS 2006) jako Kim Mi-Yeon
- KBS HDTV Feature The Flag (KBS1 2006)
- Hello My Teacher (SBS 2005)
- That Woman (SBS 2005)
- Old Miss Diary (KBS2 2004)
- If You Only Knew (KBS2 2004)
- Into The Storm (SBS 2004)

### Filmy
- Old Miss Diary (2006) jako Oh Yoon-a
- Love in Magic (2005) jako Kim Hyun-joo